# L'Affront
 (avril 2015).
Si vous disposez d'ouvrages ou d'articles de référence ou si vous connaissez des sites web de qualité traitant du thème abordé ici, merci de compléter l'article en donnant les références utiles à sa vérifiabilité et en les liant à la section « Notes et références ».
Pour plus de détails, voir Fiche technique et Distribution.
L'Affront (She Fought Alone) est un téléfilm américain sorti en 1995 et réalisé par Christopher Leitch.

## Synopsis
Caitlin vient d'entrer à l'université. Comme tous ses camarades, elle rêve de faire partie de l'Équipe, l'association la plus populaire de Lockhart High School. Après de nombreuses « épreuves », Caitlin finit par être acceptée et se rapproche du bel Ethan. Mais son rêve se transforme bientôt en cauchemar.

## Fiche technique
- Titre : L'Affront
- Titre original : She Fought Alone
- Réalisation : Christopher Leitch
- Scénario : John Leekley
- Musique : Dan Wool
- Photographie : Robert Primes
- Montage : John Duffy
- Production : Jay Benson et John Leekley
- Société de production : Bonnie Raskin Productions, Granite House et NBC Productions
- Pays :  États-Unis
- Genre : Drame
- Durée : 87 minutes
- Première diffusion : 
  -  États-Unis : 6 novembre 1995

## Distribution
- Tiffani Thiessen : Caitlin Rose
- Brian Austin Green : Ethan
- David Lipper : Jace
- Isabella Hofmann : Avon Rose
- Jessie Robertson : Junie Rose
- Maureen Flannigan : Abby
- Keith MacKechnie : Aaron
- Babs George : le principal Hind